# 阮芳賦
阮芳赋（1935年—）是一位华人医生、医学史家、医学作家、性学家。
主编有《性知识手册》（1985年出版）。他最著名的著作是《中国的性：中国文化中的性学研究》（1991年出版）。他是国际性百科全书（IES）的编者之一。 

## 经历
阮芳赋毕业于北京医学院医疗系（现北京大学医学部），后留校任教生理学教研室、医史学教研室。在此期间历任助教、讲师、副教授。1985年底前往美国。
1991年在美国加州旧金山获得性学方面哲学博士学位。后任教于美国德克萨斯理工大学、美国纽约州立大学水牛城校区、新英格兰学院美国校区。任美国奥克兰“美洲中国文化医药大学”教授、副校长，美国旧金山“高级性学研究所”教授、亚洲研究系主任。

## 荣誉
- 美国性学院院士
- 美国临床性学家院奠基院士
- 美国性学家学会院士